# Oxidy uhlíku
Oxidy uhlíku jsou chemické sloučeniny obsahující pouze atomy uhlíku a kyslíku. Nejjednoduššími a zároveň nejrozšířenějšími zástupci této skupiny jsou oxid uhelnatý (CO) a oxid uhličitý (CO2); je známa i řada dalších, stabilních nebo metastabilních, jako například suboxid uhlíku (C3O2) a anhydrid kyseliny mellitové (C12O9).
|  |                  |  |                   |  |                     |  |                                   |
|  | CO Oxid uhelnatý |  | CO2 Oxid uhličitý |  | C3O2 Suboxid uhlíku |  | C12O9 Anhydrid kyseliny mellitové |

Většina dalších oxidů uhlíku byla připravena po roce 1960. Některé z nich jsou za pokojové teploty stálé, jiné metastabilní nebo stálé jen za nízkých teplot, kdy se při zahřátí rozkládají na jednodušší oxidy. Řada těchto oxidů je nestabilních a vyskytují se pouze jako meziprodukty chemických reakcí, nebo jsou tak reaktivní, že je lze zachytit jen matricovou izolací.
Popsány jsou také oxid grafenu a jiné stabilní polymerní oxidy uhlíku.

## Přehled
Oxid uhličitý (CO2) je široce rozšířen v přírodě, vytváří se dýcháním, spalováním látek obsahujících uhlík, a kvašením. Pod různými názvy je znám od 17. století.
Oxid uhelnatý vzniká nedokonalým spalováním a byl využíván (i když ještě nebyl znám jako látka) od starověku při výrobě železa. Podobně jako oxid uhličitý jej alchymisté a chemici zkoumali již ve středověku. Jeho složení zjistil v roce 1800 William Cruikshank.
Suboxid uhlíku objevil Benjamin Brodie v roce 1873, získal jej průchodem elektrického proudu oxidem uhličitým.
Anhydrid kyseliny mellitové (C12O9) poprvé připravili Justus Liebig a Friedrich Wöhler v roce 1830 při výzkumu melitu, ale složení bylo určeno až roku 1913.
V roce 1859 se objevil pátý známý oxid uhlíku, nazvaný oxid grafitu, obsahující uhlík a kyslík v různých poměrech mezi 2:1 a 3:1; ale jeho struktura zůstala po několik let neznámá. Tento oxid má využití v nanotechnologiích.
K nestabilním nebo metastabilním oxidům patří například radikálový monooxid diuhlíku (:C=C=O), trioxid uhlíku (CO3), tetroxid uhlíku (CO4), pentoxid uhlíku (CO5), hexoxid uhlíku (CO6) a 1,2-dioxetandion (C2O4). Některé z těchto reaktivních oxidů byly rotační spektroskopií nalezeny v molekulárních mezihvězdných mračnech.
Mnoho hypotetických oxidů uhlíku bylo předměty teoretických studií, jako příklady lze uvést oxalanhydrid (C2O3), ethendion (C2O2) a další lineární nebo cyklické polymery oxidu uhelnatého (-CO-)n (polyketony), a polymery oxidu uhličitého (-CO2-)n, jako je dimer 1,3-dioxetanedion (C2O4).
|  |                   |  |                  |  |                        |
|  | C2O3 Oxalanhydrid |  | C2O2 Ethylendion |  | C2O4 1,3-Dioxetan-dion |

## Struktura
Atomy uhlíku jsou obvykle čtyřvazné a kyslík bývá dvojvazný. Zatímco uhlík se může vázat do libovolně dlouhých řetězců, tak řetězce obsahující tři nebo více atomů kyslíku jsou vzácné; popsané elektricky neutrální oxidy uhlíku tak zpravidla obsahují jeden nebo více atomů uhlíku vytvářející řetězce (které mohou být cyklické, dokonce i aromatické) zakončené oxidovými (-O-, =O) nebo peroxidovými (-O-O-) skupinami.
V některých oxidech, jako je diradikál C2O (:C=C=O), se vyskytují uhlíky s nižší vazností; tyto sloučeniny bývají ale příliš reaktivní, aby mohly být izolovány. Ztráta nebo získání elektronů může vést k jednovaznému záporně nabitému kyslíku (-O−), trojvaznému kladně nabitému kyslíku (≡O+), nebo trojvaznému záporně nabitému uhlíku (≡C−). Trojvazný uhlík i kyslík se vyskytují v oxidu uhelnatém, −C≡O+.

## Lineární dioxidy
Jedna ze skupin oxidů uhlíku má obecný vzorec CnO2, O=(C=)nO, tedy lineární řetězec uhlíkových atomů s kyslíky na obou koncích. Patří sem:
- CO2 (O=C=O), oxid uhličitý.
- C2O2 (O=C=C=O), velmi nestabilní ethendion.[17]
- C3O2 (O=C=C=C=O), dioxid triuhlíku neboli suboxid uhlíku.
- C4O2 (O=C=C=C=C=O), dioxid tetrauhlíku, také nazývaný buta-1,2,3-trien-1,4-dion[22]
- C5O2 or O=C=C=C=C=C=O, dioxid pentauhlíku,[23] stálý v roztoku za pokojové teploty a čistý do −90 °C.[24]

Některé vyšší členy této řady, například sloučeniny s  n = 7, a n = 17, 19, a 21, se podařilo identifikovat ve stopových množstvích jako plyny o nízkých tlacích a/nebo v matricích za nízkých teplot.

## Lineární monoxidy
Další skupinou jsou lineární monoxidy uhlíku, CnO. První člen této řady, oxid uhelnatý (CO), je jedinou takovou látkou, která je v čistém stavu za pokojové teploty stálá. Fotolýza lineárních dioxidů v kryogenních matricích vyvolává odštěpování CO, čímž vznikají detekovatelná množství monoxidů se sudým počtem uhlíků, jako jsou C2O, C4O, a C6O. Byly vytvořeny i molekuly s n až 9, a to elektrickými výboji ve směsi plynného C3O2 a argonu. CO, C2O a C4O byly nalezeny v mezihvězdném prostoru.
Při sudém n molekuly pravděpodobně zaujímají tripletové stavy podobné kumulenům, jejichž atomy jsou propojeny dvojnými vazbami a první atom uhlíku má nezaplněný orbital; obecný vzorec takových sloučenin je :(C=)n=O. Jestliže má n lichou hodnotu, tak triplet rezonuje se singletem a vzniká molekula podobná acetylenu, která je polární se záporným nábojem na koncovém uhlíku a kladným na koncovém kyslíku; takové molekuly odpovídají obecnému vzorci −(C≡C−)(n−1)/2C≡O+. Takto vypadá i oxid uhelnatý: jeho převažující podobou je −C≡O+.

## Radialenové cyklické polyketony
Radialenové oxidy uhlíku mají vzorec (CO)n. Lze je považovat za cyklické polymery oxidu uhelnatého, nebo n-násobné ketony n-uhlíkatých cykloalkanů; za první sloučeninu v této řadě lze považovat samotný oxid uhelnatý (CO). Teoretické studie naznačují, že ethylendion (O=C=C=O) a cyklopropantrion (C3O3) nemohou existovat. Následující tři sloučeniny — cyklobutantetron, cyklopentanpenton, a cyclohexanhexon — jsou nestabilní, tak byly vytvořeny pouze v malých množstvích.
|  |                   |  |                        |  |                          |  |                         |  |                       |
|  | (CO)2 Ethylendion |  | (CO)3 Cyklopropantrion |  | (CO)4 Cyklobutane-tetron |  | (CO)5 Cyklopentanpenton |  | (CO)6 Cyklohexanhexon |

Anionty odvozené od těchto oxidů jsou poměrně stálé, některé byly objeveny již v 19. století. Patří sem
- C2O22−, acetylendiolát,[30]
- C3O32−, deltát,[31][32]
- C4O42−, squarát,[33]
- C5O 2−
5 , krokonát[34] a
- C6O 2−
6 , rodizonát.[35][36]

Cyklický oxid C6O6 také vytváří stabilní anionty, tetrahydroxy-1,4-benzochinon (C6O 4−
6 ) a benzenhexol (C6O 6−
6 ), Aromaticita těchto aniontů byla zkoumána v několika studiích.

## Nové oxidy
Od 60. let 20. století bylo připraveno několik dalších stabilních a metastabilních oxidů uhlíku:
- C10O8, dianhydrid kyseliny benzochinontetrakarboxylové[40]
- C6O6, dianhydrid kyseliny ethentetrakarboxylové, stabilní izomer cyklohexanhexonu[41]
- C12O12 )také C6(C2O4)3), hexahydroxybenzentrisoxalát; stabilní jako rozpuštěný v tetrahydrofuranu[42]
- C10O10 (C6O2(C2O4)2), tetrahydroxy-1,4-benzochinonbisoxalát ; stabilní jako rozpuštěný v tetrahydrofuranu[43]
- C8O8 (C6O2(CO3)2), tetrahydroxy-1,4-benzochinonbiskarbonát; při 45–53 °C se rozkládá.[44]
- C9O9 (C6(CO3)3), hexahydroxybenzentriskarbonát; při 45–53 °C se rozkládá.[44]
- C24O6, cyklický trimer biradikálu 3,4-dialkynyl-3-cyklobuten-1,2-dionu -C≡C-(C4O2)-C≡C-;[45]
- C32O8, tetramer 3,4-dialkynyl-3-cyklobutene-1,2-dionu[45]
- C4O6, dioxantetron (dimer oxalanhydridu); při −30 °C stabilní v diethyletherovém roztoku, za teploty 0 °C se rozkládá.[46]
- C12O6, hexaoxotricyklobutabenzen[47][48]

|  |                                                       |  |                                                   |  |                                                       |
|  | C10O8 Dianhydrid kyseliny benzochinontetrakarboxylové |  | C6O6 Dianhydrid kyseliny ethylentetrakarboxylové  |  | C10O10 Tetrahydroxy- 1,4-benzochinonbisoxalát         |
|  |                                                       |  |                                                   |  |                                                       |
|  | C8O8 Tetrahydroxy- 1,4-benzochinonbiskarbonát         |  | C4O6 Dioxantetron                                 |  | C12O12 Hexahydroxybenzentrisoxalát                    |
|  |                                                       |  |                                                   |  |                                                       |
|  | C9O9 Hexahydroxybenzentrikarbonát                     |  | C24O6 Tris(3,4-dialkynyl- 3-cyklobuten- 1,2-dion) |  | C32O8 Tetrakis(3,4-dialkynyl- 3-cyklobuten- 1,2-dion) |
|  |                                                       |  |                                                   |  |                                                       |
|  | C12O6 Hexaoxotricyklobutabenzen                       |  |                                                   |  |                                                       |

Mnoho dalších oxidů bylo zkoumáno teoreticky, přičemž se některé, jako například karbonáty a oxaláty tetrahydroxy-1,2-benzochinonu a kyseliny rodizonové, krokonové, kvadrátové a deltové, ukázaly jako pravděpodobně stálé.

## Polymerní oxidy uhlíku
Suboxid uhlíku se za pokojové teploty samovolně polymerizuje, vzniklý polymer má poměr počtu uhlíkových a kyslíkových atomů 3:2. Předpokládá se, že obsahuje lineární řetězce šestičlenných laktonových kruhů a uhlíkatý řetězec, ve kterém se střídají jednoduché a dvojné vazby. Střední počet jednotek na molekulu je mezi 5 a 6, přesná hodnota závisí na teplotě, při které polymer vznikal.
|  |                                                  |  |  |  |
|  | Koncové a opakující se jednotky polymerního C3O2 |  |  |  |

|  |                                            |  |  |  |
|  | Oligomery C3O2 obsahující 3 až 6 jednotek. |  |  |  |

Oxid uhelnatý za tlaků kolem 5 GPa vytváří červený polymer s mírně vyšším obsahem kyslíku, který je za běžných tlaků metastabilní. Předpokládá se, že se CO při stlačování disproporcionuje na směs CO2 a C3O2, kde následně druhá z těchto látek utvoří polymer podobný výše popsanému (s nepravidelnější strukturou), který ve své matrici zachytí část CO2.
Polymerem, s poměrem C:O 5:1 nebo vyšším, je také oxid grafitu a oxid grafenu.

## Oxidy a ozonidy fullerenů
Je známo více než 20 oxidů a ozonidů fullerenů, například:
- C60O (2 izomery)
- C60O2 (6 izomerů)
- C60O3 (3 izomeryrů)
- C120O
- C120O4 (4 izomery)
- C70O
- C140O